# Balaton regatta
A Balaton Regatta a Pannon Egyetem két kampusza közti fixüléses tízevezős verseny, mely évente egyszer, a Balatonon kerül megrendezésre.

## Történet
1999-ben indult útjára ez a hagyomány az akkori Veszprémi Egyetem rektorának ötlete, és támogatása alapján. Az elképzelés az volt, hogy az angol Oxford-Cambridge egyetemekhez hasonló szellemiségben az evezés értékeit, a csapatmunkában rejlő erőt egy presztízs értékű, nemes küzdelem keretében valósítsák meg a Balatonon.
A nehézséget az adta, hogy a klasszikus evezőshajók - melyek folyóvízi körülményekre készültek - nem alkalmasak a Balaton szeszélyes vizeire. Ötleteket is nehéz volt meríteni, hiszen a Duna, Tisza mentén népszerű kajak-kenu és evezőssport egyáltalán nem rendelkezett hagyományokkal tavunkon. Az elvárásoknak egy egyedi tervezésű, 12 méteres üvegszálas hajó felelt meg. Ebben 10 evezős és 1 kormányos kapott helyet úgy, hogy az evezősök 5 sorban, párosával ülnek rögzített üléseken, 5 jobb és 5 bal oldali evezőt tartva. Ez a robusztus hajó megfelelő volt arra, hogy kezdő evezősöknek is elsajátíthatóak legyenek az alapok, és rossz időjárásban is stabil maradjon a vízen.
A csapatokat a Veszprémi Egyetem 2 kampuszának oktatói és hallgatói adták.
A kezdeti eszközök az évek alatt folyamatos fejlődésen mentek keresztül - a falapátokat szénszálas versenylapátokra cserélték, a hajók ugyanabban a formában, de a legmodernebb építési technológiákkal (epoxi gyanta, üvegszövet, airex hab szendvics) készülnek. Az első, lelkesedés összekovácsolta csapatok helyét egyre motiváltabb versenyzők és keményebb, szisztematikus edzések váltották fel.
Az őszi tanév kezdetével indul az egyetemeken az „evezős szezon”, ami a tó befagyásakor sem szünetel, folyamatosak a konditermi edzések, közös futások. A verseny népszerűsége egyre több diákot csábít le a vízpartra, és szeretteti meg velük ezt a sportot.
A Balaton Regatta minden év májusában kerül megrendezésre, felváltva a keszthelyi és balatonalmádi vízitelepen.
A „háziverseny” sikerein több evezős verseny is született a Balatonon ebben a hajóosztályban, tovább színesítve a fixüléses evezés lehetőségeit. A két alapító városon kívül mára több fővárosi egyetem, és magyarországi evezős klub építtetett magának tízevezős hajót. Balatonföldváron és Keszthelyen általános- és középiskolások vízisport oktatása, nevelése is folyik ezekkel a hajókkal.
Mára a Magyar Evezős Szövetség hivatalosan is bejegyezte a fixüléses tízevezős osztályt, melynek Országos Bajnokságán több korosztályban majd' 200 versenyző indul.
A kitartó munkának, és a versenyek népszerűségének köszönhetően a Balaton Regatta hagyománnyá vált, és segítségével egyre több ember ismeri és szereti meg a Balaton újabb arcát.

## A hajó
(rövidesen)

## Versenyek
A fixüléses nagyhajókat az alábbi versenyeken, eseményeken rendszeresen meg lehet találni:
- Balaton Regatta
- Balaton átevezés
- Evezős évadnyitó
- Fixüléses Országos Bajnokság - Balatonföldvár

## Egyesületek
Azok, akiknél ez a hajótípus megtalálható:
- Veszprémi Egyetem SC (Pannon Egyetem)
- Keszthely Georgikon DSE
- Balatonföldvár: VVEB